# Togói hírességek

## Politika
- Sylvanus Olympio (1902–63), aki a függetlenségi háborúban népének vezetője volt, majd az ország első elnöke lett.
- Gnassingbé Éyadéma (szül. Étienne Éyadéma, 1937-2005), 1967-től haláláig Togo elnöke.
- Edem Kodjo (szül. 1938), az OAU (Afrikai Unió) főtitkára 1978–től 1984-ig.
- Faure Gnassingbé, Togo jelenlegi elnöke, Gnassingbé Éyadéma fia.
- Komlan Mally, exminiszterelnök.
- Gilbert Houngbo, 2007 óta ő a jelenlegi miniszterelnök.

## Kultúra
- Sokey Edorh, festő.
- Paul Ahyi plasztikáiról híres, nemzetközileg elismert szobrász.

## Sport
- Emmanuel Adebayor, labdarúgó.
- Kader Coubadja-Touré, labdarúgó.
- Nibombé Daré, labdarúgó, védőjátékos.
- Benjamin Boukpeti, olimpiai kajak szlalom bronzérmes 2008-ban, ő volt az első togói olimpiai éremszerző.